# Luis Monguió
Luis Monguió Primatesta  (* 25. Juni 1908 in Tarragona; † 10. Juli 2005 in Clifton Park, New York) war ein US-amerikanischer Romanist und Hispanist spanischer Herkunft.

## Leben und Werk
Monguió studierte in Barcelona Jura und Philologie. Von 1930 bis 1938 war er im diplomatischen Dienst in Chile und Marokko. Im Spanischen Bürgerkrieg kämpfte er als Freiwilliger auf Seiten der Republikaner. 1939 ging er mit seiner US-amerikanischen Frau in die Vereinigten Staaten und studierte in Berkeley bei Arturo Torres Rioseco (Abschluss 1941). Ab 1942 diente er als Freiwilliger in der US Army und erwarb 1944 die US-amerikanische Staatsbürgerschaft. Von 1946 bis 1957 lehrte er am Mills College romanische Sprachen. Von 1957 bis 1975 war er an der University of California, Berkeley Professor für Spanisch (von 1965 bis 1968 als Chairman [Geschäftsführender Direktor]), lehrte aber noch bis 1994.

Monguió war Ehrendoktor des Mills College sowie der Universidad Nacional Mayor de San Marcos in Lima (1971).

## Weitere Werke
- (Hrsg. mit Arturo Torres Ríoseco) Lector hispanoamericano, Boston 1944
- César Vallejo (1892-1938). Vida y obra. Bibliografía. Antología, Lima 1952
- La poesía postmodernista peruana, Mexiko 1954
- Estudios sobre literatura hispanoamericana y española, Mexiko 1958
- Sobre un escritor elogiado por Cervantes. Los versos del perulero Enrique Garcés y sus amigos 1591, Berkeley 1960
- Don José Joaquín de Mora y el Perú del ochocientos, Berkeley 1967
- Notas y estudios de literatura peruana y Americana, Mexiko 1972
- (Hrsg.) Poesías de don Felipe Pardo y Aliaga, Berkeley 1973